# أسماك الخاليون
سمك الخاليون (الاسم العلمي: Dichistius)، جنس أسماك بحرية من رتبة الفرخيات.مواطنها الأصلية من ساحل المحيط الأطلسي في أفريقيا الجنوبية (D. capensis)إلى ساحل المحيط الهندي في جنوب أفريقيا (D. multifasciatus). ينمو إلى أطوال 80 سم (31 بوصة) (D. capensis) و35 سم (14 في) (D. multifasciatus)، كلا النوعين المعروفين هما أسماك تجارية ذات شعبية وطرائد.